# Ноћне птице (Хопер)
Ноћне птице је слика Едварда Хопера, уље на платну из 1942. године, која приказује четири особе у ресторану у центру града касно у ноћ, гледано кроз велики стаклени прозор ресторана. Светлост која долази из залогајнице осветљава замрачени и напуштени урбани пејзаж. Бармен је можда шаљивџија, три госта су ноћне сове, што слици даје наслов.

## Локација ресторана
Сцена је наводно инспирисана рестораном (откако је срушен) у Гринич Вилиџу, Хоперовом кварту на Менхетну. Сам Хопер је рекао да је слику „предложио ресторан на Гринич авенији где се спајају две улице“. Поред тога, приметио је да сам „много поједноставио сцену и учинио ресторан већим“.
Та референца навела је обожаватеље Хопера да се укључе у потрагу за локацијом оригиналне залогајнице. Инспирација за потрагу сажета је у блогу једног од ових претраживача: „Изузетно ми је тешко напустити идеју да је ресторан Ноћне птице био права залогајница, а не потпуна комбинација сачињена од продавница прехрамбених производа, залогајнице и пекаре, све то поплочано у сликаревој машти“.